# Navadni lovor
Navádni lôvor (znanstveno ime Laurus nobilis) iz družine lovorovk (Lauraceae) je aromatično vednozeleno drevo ali velik grm, ki doseže višino 10–18 m. Razširjen je po vsem Sredozemlju.
Lovor ima bogato zgodovino. Starogrški mit pripoveduje, da je bog Apolon z ljubezenskimi željami zasledoval nimfo Dafne. Ko mu ni mogla več uiti, je poklicala na pomoč samega Zevsa. Ta jo je spremenil v lovorjev grm. Lovor je od tedaj posvečen Apolonu. Z lovorjem so krasili njegove templje, njemu v čast so sadili nasade lovorja in svečenica Pitija v delfskem svetišču je žvečila lovorjeve liste. Lovor je postal znamenje zmage in ustvarjalne sile. Vence iz lovorja so nosili rimski cesarji, z njimi so in še slavimo zmagovalce, športnike, ustvarjalce ...
Na povezavo z mitom kažejo tudi imena lovorja v nekaterih jezikih,  npr.: hebrejsko aley daphna (עלי דפנה) »Listi Dafne«, turško »defne«, albansko »dafinë«, bolgarsko »dafinov list« (»дафинов лист«), romunsko »dafin« in v sodobnem grškem jeziku »dafni« (»δάφνη«).
Lovor zbuja tek.
Lovor uporabljamo kot začimbo za:
- riž ali moko tako da dodamo v posodo, kjer jih hranimo, dobro posušen list lovora, s tem pridobita prijeten okus,
- polnejši okus dosežemo z drobljenjem lovorovih listov,
- vonj prekajenih lovorjevih listov preganja mrčes,
- lovor deluje kot naravni konzervans pri vlaganju zelenjave, rdeče pese, kumaric, gob v kis,
- goste juhe, predvsem krompirjeve in fižolove,
- enolončnice, predvsem če vsebujejo stročnice,
- jedi iz kislega in svežega zelja.